# Stuor-Skure
Stuor-Skure är en sjö i Jokkmokks kommun i Lappland och ingår i Luleälvens huvudavrinningsområde.